# Anomiopus bonariensis
Anomiopus bonariensis е вид насекомо от семейство Листороги бръмбари (Scarabaeidae).

## Разпространение
Видът е разпространен в Аржентина (Буенос Айрес, Ентре Риос, Кордоба, Мисионес, Санта Фе, Сантяго дел Естеро и Тукуман), Бразилия (Минас Жерайс) и Уругвай.